# 赵深
赵深（1898年8月15日—1978年10月16日），生于中国江苏无锡北门外江阴巷，中国建筑师。

## 生平
幼年丧父，1911年到1919年就读于北京清华学堂，随后留学于美国宾夕法尼亚大学建筑系，1923年获硕士学位。在美国实习数年及考察欧洲建筑后，于1927年回国，任职于范文照建筑师事务所，设计上海八仙桥青年会大楼，南京大戏院和南京铁道部办公楼。1930年自设建筑师事务所，次年陈植加入，1932年童寯加入时取名华盖建筑师事务所，设计了南京外交部大楼、大上海大戏院、上海浙江兴业银行以及无锡江南大学（1947年，现太湖饭店）。
抗战时期，赵深移居云南昆明。1949年以后，赵深曾在北京中央设计院任总工程师2年（1953年-1955年），其余均在上海任职，包括联合建筑师工程师事务所主任（1950年-1952年）、华东建筑设计公司总工程师（1952年-1953年）、华东设计院总建筑师（1955年-1978年）。1978年10月16日在上海去世。

## 家庭
赵深的夫人孙熙明（1901年－1988年）是无锡石塘湾孙氏后裔。他们育有四女：
- 长女：赵庆闰（1928年4月－），中央音乐学院教授。
- 次女：赵风风（1929年10月－），安娜·路易丝·斯特朗的秘书。
- 三女：赵彬彬（1934年－1988年5月），曾任职于大连医学院、遵义医学院。
- 四女：赵启雄（1934年4月－），钢琴家，原中央歌剧院钢琴伴奏，国家一级演奏员。

他们另有一养子（侄子）赵祖铨（1928年7月－），原常州市机械冶金工业建筑设计局总工程师。